# Józef Nguyễn Duy Khang
Św. Józef Nguyễn Duy Khang (wiet. Giuse Nguyễn Duy Khang) (ur. ok. 1832 r. w Cao Mại w Wietnamie – zm. 6 grudnia 1861 r. w Hải Dương w Wietnamie) – katechista, tercjarz dominikański, męczennik, święty Kościoła katolickiego.

## Życiorys
Rodzice Józefa Nguyễn Duy Khang byli katolikami. Józef Nguyễn Duy Khang uczył się łaciny w seminarium duchownym w Kẻ Mốt. Został tam tercjarzem dominikańskim. Biskup Hermosilla wybrał go na swojego pomocnika – Józef Nguyễn Duy Khang przygotowywał ołtarz do mszy, kopiował listy duszpasterskie, przygotowywał posiłki. Chciał zostać księdzem, ale w związku z edyktem królewskim przeciwko chrześcijanom z 5 sierpnia 1861 r. biskup Hermosilla zdecydował się 18 września zamknąć seminarium w Kẻ Mốt. Józef Nguyễn Duy Khang postanowił nadal towarzyszyć biskupowi. Ukrywali się razem i razem zostali aresztowani. Ścięto go 6 grudnia 1861 r.

## Kult
Dzień wspomnienia: 24 listopada w grupie 117 męczenników wietnamskich.
Beatyfikowany 20 maja 1906 r. przez Piusa X. Kanonizowany przez Jana Pawła II 19 czerwca 1988 r. w grupie 117 męczenników wietnamskich.